# 1991年拉脱维亚独立和民主化公投
拉脱维亚独立和民主化公投于1991年3月3日在拉脱维亚举行。同一天，在爱沙尼亚也举行与之类似的爱沙尼亚独立公投。
投票者被询问“您赞成建立一个民主独立的拉脱维亚吗？”74.9%的投票者支持拉脱维亚独立，其中公投的投票率是87.6%。在苏联军队中服役的拉脱维亚国民也有权利参加这次投票。
根据此次公投结果，拉脱维亚于1991年8月21日宣布独立。

## 结果
| 选择              | 投票      | %    |
| ----------------- | --------- | ---- |
| 支持独立          | 1,227,562 | 74.9 |
| 反对独立          | 411,374   | 25.1 |
| 废票/空白票       | 27,192    | –    |
| 总计              | 1,666,128 | 100  |
| 登记选民数/投票率 | 1,902,802 | 87.6 |
| 数据来源：        |           |      |